# Vyškovce nad Ipľom
Vyškovce nad Ipľom (em húngaro: Ipolyvisk) é um município da Eslováquia, situado no distrito de Levice, na região de Nitra. Tem 19,3 km² de área e sua população em 2018 foi estimada em 675 habitantes.

## Demografia
| Ano:        | 1994 | 2004   | 2014   | 2024   |
| ----------- | ---- | ------ | ------ | ------ |
| Broj ljudi: | 711  | 700    | 664    | 652    |
| Razlika:    |      | -1,54% | -5,14% | -1,80% |

| Ano:               | 2023 | 2024   |
| ------------------ | ---- | ------ |
| Número de pessoas: | 657  | 652    |
| Diferença:         |      | -0,76% |